# Cake-walk
Pour les articles homonymes, voir Cake.
 (janvier 2025).
Le contenu est difficilement compréhensible vu les erreurs de traduction, qui sont peut-être dues à l'utilisation d'un logiciel de traduction automatique.

Cinq danseurs de cake-walk d'une compagnie new-yorkaise en 1903.

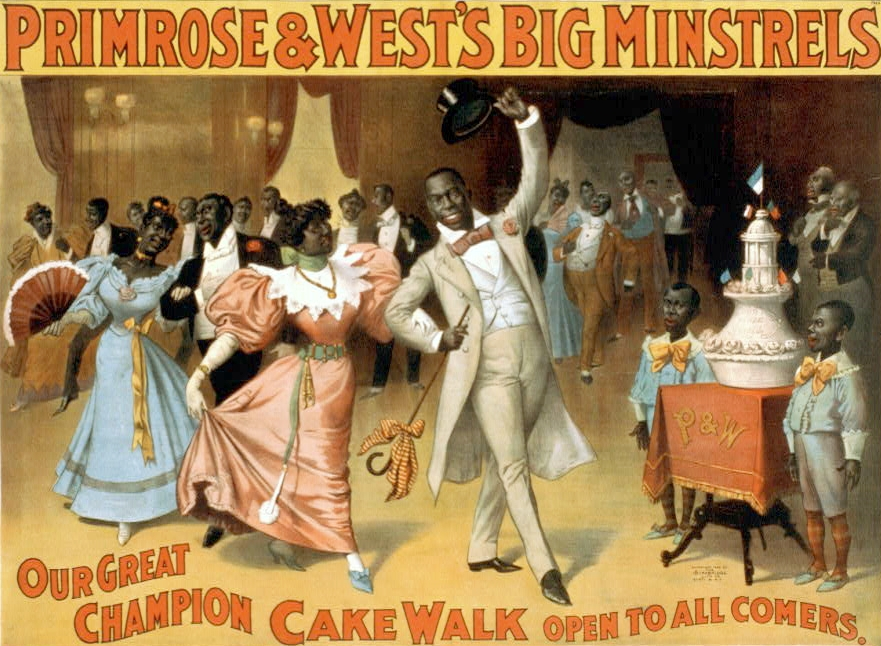
Grande compétition de cake-walk ouverte à tous.
Affiche de spectacle américaine de 1896.

Le cake-walk, cake walk ou cakewalk est une danse populaire née parmi les Noirs du Sud des États-Unis, pour imiter avec ironie l'attitude de leurs maîtres se rendant aux bals. Apparu vers 1850, il fut importé en Europe vers 1900 via le music-hall.
Le rythme du cake-walk fut repris par le ragtime.
Dans le sud américain, les esclaves disposaient de rares moments de détente. Le dimanche, ils profitaient parfois de l'absence des maîtres pour faire vivre ce qui leur restait de tradition africaine. Ces moments si rares comptaient beaucoup pour eux. Parfois, les colons conciliants assistaient à ces rendez-vous et récompensaient les meilleurs danseurs par un gâteau, d'où le nom de cake-walk (« marche du gâteau ») donné à ce type de danse syncopée, en forme de marche.
Claude Debussy composa en 1908 Golliwogg's cake-walk, pour piano, dans son Children's Corner. L'un de ses Préludes, titré Général Lavine - excentrique, est également « dans le style et le mouvement d'un cake-walk » (selon les mots de Debussy).
Georges Méliès réalisa un film en 1903 intitulé Le Cake-walk infernal mettant en scène un groupe de danseurs pratiquant le cake-walk en enfer.

## Histoire
Le Cake-Walk ou Cakewalk est une danse apparue dans les plantations de Floride dans les années 1850 durant lesquelles les esclaves parodiaient la démarche altière de leurs maîtres blancs. Par la suite, de véritables concours de marche (Prize Walks) furent organisés à la fin du XIXe siècle et se tenaient généralement lors de rassemblements dans les plantations du sud des États-Unis en présence des planteurs eux-mêmes. Différents prix étaient alors attribués au champion dont un gros gâteau de farine de maïs, enveloppé dans une feuille de choux, qu'on appelait le hoecake. Divers noms existent alors pour cette forme originale de danse (Chalkline Walk, walk-around). À l'issue d'une représentation de la forme originale de la danse à l'Exposition universelle de 1876 à Philadelphie, un énorme gâteau a été attribué au couple gagnant. Par la suite, on pouvait voir cette forme de danse dans les minstrel shows, mais exclusivement exécutée par des hommes jusqu'en 1890. Ensuite, l'autorisation des femmes dans le casting a rendu possible toutes sortes d'improvisations à cette « marche », pour évoluer vers une danse caricaturale, qui est devenue très populaire à travers le pays.

## Une danse des plantations
Les auteurs de Jazz Dance: The Story of American Vernacular Dance ont rapporté qu'une expérience au début des années 1950 avec des participants africains n'a révélé "aucun équivalent notable africain" au cake-walk.

### Derniers témoins
Dans l'article de 1981 « Le Cakewalk: Une étude entre stéréotype et réalité », Brooke Baldwin cite « une compilation quasi exhaustive des témoins qui ont été trouvés à ce jour ». Cette compilation est composée de témoignages d'anciens esclaves de Virginie et de Géorgie, enregistrées dans les années 1930 par des chercheurs de la Work Projects Administration (WPA), ainsi que des comptes rendus de seconde main provenant d'autres sources. Baldwin note que lorsque les chercheurs du Federal Writer's Project de la WPA ont interviewé des anciens esclaves dans les années 1930, il n'était plus question de supprimer des informations sur les moments heureux de la vie d'un esclave.
Louise Jones : « De la musique, des violons, des banjos, des guimbardes, et des tas d'autres choses. Vous n'aviez jamais vu avant une telle danse. Les esclaves transformaient le flow en tours et faisaient du Cakewalk quasiment toute la nuit ». Géorgie Baker a dit qu'elle a chanté une chanson quand elle était enfant Walk light ladies, De cake's all dough. Elle a ri et a ajouté : « nous ne savions pas quand nous chantions cela à nos enfants, que nos parents dansaient le Cakewalk dessus ».
Estella Jones : « Danser le Cakewalk était un moment de plaisir durant l'esclavage. Ils balayaient vraiment bien la piste et mettaient des bancs pour la fête. Des banjos étaient utilisés pour faire de la musique. Les femmes portaient des robes longues à volants à cerceaux et les hommes avaient des hauts-de-forme, des vestes en queue de pie, et certains d'entre eux utilisaient des bâtons de tambour-major. Le meilleur couple obtenait un prix. Parfois, les propriétaires des esclaves venaient à ces fêtes car ils adoraient voir les gens danser et décider qui était le meilleur danseur. La plupart de ces fêtes, du temps de l'esclavage, se déroulaient le samedi soir, durant les périodes de travail. Mais l'hiver, c'était quasiment tous les soirs ».

### Tradition orale
Plusieurs récits de tradition orale font une description de la danse.
Un Carolinien du Sud, nommé Griffin, un violoniste qui a joué pour les danses des blancs ainsi que pour les Cakewalks annuels de son propre peuple rapporte qu'en 1960, une histoire racontée par sa nourrice en 1901 était répétée par l'acteur de 80 ans Leigh Whipple : « nous, les esclaves, regardions les fêtes des Blancs où les invités dansaient un menuet, puis ils ont défilé dans une grande marche, avec les dames et messieurs allant dans des directions différentes puis se retrouvant à nouveau, bras dessus bras dessous, et marchant vers le centre de la piste ensemble. Puis nous nous faisions cela à notre tour, mais nous avions l'habitude de nous moquer d'eux à chaque pas. Parfois, les blancs s'en rendaient compte, mais ils avaient l'air d'aimer ça ; je suppose qu'ils pensaient que nous ne pouvions pas danser mieux ».
L'ancien artiste de ragtime Shepard Edmonds a raconté, en 1950, des souvenirs qui lui avaient été relatés par ses parents du Tennessee : « le cake-walk était à l'origine une danse des plantations, juste un mouvement de joie qu'ils faisaient sur la musique du banjo parce qu'ils ne pouvaient pas rester immobiles. C'était généralement le dimanche, quand il y avait peu de travail, que les esclaves à la fois jeunes et vieux se déguisaient avec des costumes usagés pour faire une balade/parade en caracolant. Ils ont fait une caricature des mœurs des blancs dans la «grande maison», mais leurs maîtres, réunis pour les regarder ne comprenaient pas. Il est censé être de coutume que le maître donne un gâteau au couple qui a fait le mouvement le plus fier ». Baldwin en conclut que le cakewalk était « la satire de la culture concurrente des blancs soi-disant 'Supérieurs'. Les maîtres pouvaient exclure toute menace en considérant cela comme un simple spectacle qui existait uniquement pour leur propre distraction ».
Tom Fletcher, né en 1873 et qui a eu une carrière dans le spectacle à partir de 1888, a écrit en 1954 que, quand il était enfant, ses grands-parents lui avaient parlé  de la chalkline-walk/Cakewalk, mais ils ne savaient pas à quel moment cela avait commencé. La mère de Fletcher est née sur une plantation et a grandi dans l'Ohio. Le grand-père de Fletcher lui a dit, « ta grand-mère et moi, nous avons gagné tous les prix et on était baladés de plantation en plantation. Cette danse est devenue une grande mode, cela demandait des compétences et de bons nerfs... La plantation est l'endroit où les spectacles comme les tiens ont démarré ». Fletcher ajoute que la danse était appelée la chalkline-walk et qu'« il n'y avait pas de caricature, juste une promenade tout droit sur un chemin que chacun faisait tour à tour, et le long duquel les danseurs avançaient avec un seau d'eau sur la tête. Le couple qui était le plus droit et renversait le moins d'eau ou pas d'eau du tout était le vainqueur ». Il décrit ces moments comme « ravivés par les pas fantaisistes de la danseuse excentrique et intelligente Charlie Johnson », et connu sous le terme de Cake Walk,.
Charles E. Johnson, surnommé Cakewalk King, rapporte les souvenirs de sa grand-mère d'une danse marchée du vieux temps. Les invités blancs arrivaient en calèche pour regarder leurs esclaves par paire exécuter une danse marchée qui était « aussi élégante et posée qu'un menuet de Mozart », mais aromatisée avec « une grâce exagérée qui était parfois comique ». Johnson rapporte que « La marche cadencée et rythmée était généralement fournie par un violon, un tambour et une corne d'une certaine sorte. Un imposant, extra doux gâteau de noix de coco était le prix pour le couple gagnant. Le cakewalk était encore une danse populaire des gens ordinaires, après la guerre civile ».

### Autres sources
En 1912, Ethel Lucy Urlin écrit dans le livre Dancing, ancient and modern « que le cake-walk est né en Floride, où les Noirs ont emprunté l'idée des danses de guerre des Séminoles... Les nègres étaient présents en tant que spectateurs à ces danses, qui se composait de saut sauvage et hilarant et giratoire, en alternance avec de lentes processions dans laquelle les danseurs marchaient solennellement en couples. L'idée a grandi et le style de marche est pratiqué par les nègres comme un art »
Le livre Encyclopedia of Social Dance fait écho de ce lien avec les Séminoles indiquant que « la classe a surgi parmi les nègres pour l'enseignement de la danse et de la bonne façon de se promener » dans les années 1880. Comme la Floride se développait en une destination hivernale, la danse est devenue plus orientée vers des représentations, et se propage à la Géorgie, des Carolines, la Virginie, et enfin New York.

## Le Cake-walk dans le music-hall, les comédies musicales et comme danse populaire
Lors de la célébration du centenaire de Philadelphie en 1876, des choristes folkloriques noirs sont sélectionnés pour présenter le « chalkline walk », la « marche sur la ligne de craie », danse autrefois pratiquée dans les plantations. Cette performance a été exécutée dans le mode original, comme le signale Fletcher. En 1877, les interprètes Edward Harrigan et Tony Hart (en) en donnent une version au théâtre comique de Broadway à New-York. Par la suite, la danse a été présentée lors de spectacles de music-hall, exécutée exclusivement par des hommes jusque vers 1890.
Dans le spectacle Le créole (1889), Dora Dean et son mari Charles E. Johnson ont fait de cette danse leur spécialité, se plaisant à l'exécuter en qualité de partenaires. De 1889 à 1897, ce spectacle a été donné d'innombrables fois à Boston et New York, notamment à l'ancien « Standard Theatre » sur Greeley Square; ce fut l'une des premières productions à renoncer au maquillage noir (« blackface »). La production avait un casting noir avec seize filles, à une époque où la présence sur scène de danseuses était assez nouvelle. L'intégration des femmes dans ce spectacle a rendu possible toutes sortes d'improvisations à la marche, et la danse d'origine a évolué bientôt en une danse grotesque, devenue très populaire aux États-Unis.
Un grand « Cake-walk » a lieu au Madison Square Garden, la plus grande salle commerciale de New-York, le 17 février 1892.
En 1897, la revue The Illustrated London News publie un article consacré à une danse populaire à Ashtabula, Ohio. Ce texte est rédigé par une voyageuse anglaise qui signale que l'expression anglaise « take the cake », était précédemment une énigme pour elle, mais qu'elle l'a comprise lorsque, juste avant la fin du bal, une longue procession de couples s'est formée. Le groupe a élégamment évolué trois fois autour de la salle sous le regard critique d'une douzaine de personnes âgées, qui ont finalement choisi le meilleur couple et lui ont gravement remis une grande tarte aux prunes.
En juillet 1898, la comédie musicale Clorindy: The Origin of the Cakewalk débute à Broadway, New-York, Will Marion Cook étant l'auteur de la musique de ragtime. Des danseurs noirs, mêlés aux membres blancs de la troupe, constituent un premier exemple d'intégration raciale sur une scène de New York.
Charles E. Johnson et son épouse Dora Jean ont atteint une grande célébrité à travers les États-Unis et en Europe. Il a décrit ce type de danse comme « simple, digne et bien habillée ».
Fluide et imaginatif, le Cake-Walk était hautement formalisé par rapport à des danses ultérieures, telles que le Charleston, le black bottom et le Lindy hop.

## Une forme musicale
La plupart des musiques de cake-walk sont notées en 
 (signature de temps avec deux battements lourds suppléants par mesure, donnant un rythme de ooompah[Quoi ?]. La musique a été adoptée dans les œuvres de divers compositeurs blancs, y compris Robert Russell Bennett, John Philip Sousa et Claude Debussy, ainsi que le compositeur créole Louis Moreau Gottschalk. Debussy a écrit Golliwogg's Cake-walk, le mouvement final de sa suite pour piano Children's Corner (publiée en 1908).
Le cake-walk a été adapté et modifié en deux étapes, qui ont été engendrées par la popularité des marches, notamment par John Philip Sousa.

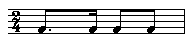
Le rythme Habanera de base.

La musique de cake-walk a incorporé polyrythmie, syncopes et juba, en un rythme de marche régulier,. Schuller estime la syncope rythmique et de juba a été « une corruption idiomatique, une mutation aplatie de ce qui était autrefois le vrai caractère polyrythmique de la musique africaine. » Cependant, la figure connue sous le nom de habanera est l'une des cellules musicales binaires les plus fondamentale des traditions musicales de l'Afrique sub-saharienne. Le « rythme de habanera » se retrouve dans la plus ancienne musique traditionnelle connue des Ewes du Ghana, du Togo, et du Bénin, pour ne citer qu'un groupe ethnique[réf. incomplète]. Il est entendu dans la musique traditionnelle de tambours, du Mali au Mozambique et du Sénégal à l'Afrique du Sud. La figure rythmique est également importante dans les genres populaires de danse africaine tels que l'afrobeat, le highlife et les soukous. Bien que sa structure binaire soit identique aux mesures 
 européennes, le rythme habanera possède un véritable caractère polyrythmique africain, ou plus précisément, un caractère de rythme croisé (en).

## Citations
Né en 1871 James Weldon Johnson fait des observations d'un cake-walk lors d'un bal dans son roman The Autobiography of an Ex-Colored Man (en):

« Cependant, c'est à l'un de ces bals que j'ai vu le cake-walk pour la première fois. Il y avait un concours pour une montre en or, qui devait être attribuée au maître d'hôtel recevant le plus grand nombre de votes. Il y avait un peu de danse pendant que les votes étaient comptés. Puis la piste s'est libérée pour le cake-walk. Une demi-douzaine de clients de quelques-uns des hôtels ont pris place sur la scène pour servir de juges, et douze ou quatorze couples ont commencé à marcher pour un bien entendu, gâteau très décoré, placé en évidence. Les spectateurs se pressaient autour de l'espace réservé pour les concurrents et les regardaient avec intérêt et excitation. Les couples ne marchaient pas en rond, mais dans un carré, avec les hommes à l'intérieur. Les détails à prendre en compte étaient la conduite des hommes, la précision avec laquelle ils tournaient les coins, la grâce des femmes, et la facilité avec laquelle elles se balançaient autour des pivots. Les hommes marchaient d'un pas majestueux et de soldat, et les femmes avec une grâce considérable. Les juges sont arrivés à leur décision par un procédé d'élimination. La musique et la marche ont continués pendant quelques minutes; puis les deux ont été arrêtés durant la délibération des juges ; lorsque la marche a commencé à nouveau, plusieurs couples ont été laissés de côté. De cette façon, le concours a finalement été réduit à trois ou quatre couples. Puis l'excitation devint intense; il y avait beaucoup acclamations partisane lorsqu'un couple ou d'un autre exécutait un virage dans un style extra-élégant. Quand le gâteau a finalement été attribué, les spectateurs ont été à peu près équitablement partagés entre ceux qui ont applaudi les gagnants et ceux qui se plaignaient de l'injustice des juges. Ceci était le cake-walk dans sa forme originale, et c'est ce que les artistes de couleur de la scène théâtrale ont développés en des mouvements caracolant désormais connus partout dans le monde, et que certains critiques parisiens ont prononcées le point culminant du mouvement poétique. »

— James Weldon Johnson, The Autobiography of an Ex-Colored Man, 1912, chapitre 5, p. 50

## Les temps modernes
Le terme anglais américain cakewalk a été utilisé dès 1863 pour indiquer quelque chose qui est très facile, qui ne demande aucun effort, même si cette métaphore peut se référer jeu de carnaval du même nom (en) en se référant au fait que les gagnants de ce jeu obtiennent leur prix en ne faisant rien de plus que se promener en rond. Bien que la danse en elle-même soit physiquement exigeante, elle est généralement considérée comme un amusement, passe-temps récréatif. L'expression anglaise take the cake vient aussi de cette pratique,, ainsi que potentiellement l'expression piece of cake.
Une version du cake-walk est parfois enseignée et présentée lors de représentations telles que dans les compétitions de la communauté de la danse des Highland games inspirés de la culture écossaise, surtout dans le sud des États-Unis.
Une version du cake-walk présentée dans des extraits de films d'époque du début des années 1900 est maintenue en vie dans la communauté Lindy hop à travers des spectacles des Hot Shots (en) et par classes de cake-walk tenues en parallèle à des classes et des ateliers de Lindy hop.
Judy Garland effectue un cake-walk dans la comédie musicale de la MGM en 1944, Le Chant du Missouri.

## Exemples de morceaux
- At A Georgia Camp Meeting (1897) de Kerry Mills
- Eli Green's Cake-Walk (1898) de Sadie Koninsky (en)
- Bunch O' Blackberries (1898) de Abe Holzmann
- Smokey Mokes (1899) de Abe Holzmann
- A Coon Band Contest (1899) de Arthur Pryor (en)
- Cake-Walk In The Sky (1899) de Benjamin Robertson Harney (en)
- Swipesy Cakewalk (1900) de Scott Joplin
- Whisling Rufus (1902) de Dan W. Quinn (en)
- Something Doing (1903) de Scott Joplin et Scott Hayden
- Le Vrai Cake-Walk (1906) de Léon Dequin
- Golliwog's Cake-Walk (1908) de Claude Debussy
- Alabama Skedaddle (1910) de William Ditcham

## Interprètes connus (enregistré)
- Vess Ossman (Banjo)
- Fred Van Eps (en) (Banjo)
- John Philip Sousa and his band (Brass Band)
- Victor Minstrels (Vocal)
- Victor Military Band (Brass Band)
- Prince's Orchestra (Brass Band)
- Europe's Society Orchestra (Brass Band)
- Arthur Pryor (en)'s Band (Brass Band)
- Arthur Collins (en) et Byron G. Harlan (en) (Vocal)

## Filmographie
- Georges Méliès - Le Cake-walk infernal  - 1903
- Louis Lumière - Le Cake-Walk au Nouveau Cirque - 1902
- Site de la Library of Congress de Washington - Vidéo d'un cake-walk de 1903